# Wanna Be
Wanna Be è un singolo delle rapper statunitensi GloRilla e Megan Thee Stallion, pubblicato il 5 aprile 2024 come secondo estratto dal terzo mixtape di GloRilla Ehhthang Ehhthang.

## Promozione
Il singolo è stato promosso da una sfida di twerking avviata da Megan Thee Stallion su Instagram, alla quale hanno preso parte anche le rapper Latto e Coi Leray.

## Descrizione
Wanna Be contiene dei campionamenti tratti dai singoli Pretty Boy Swag di Soulja Boy e Don't Save Her di Project Pat.

## Video musicale
Il video musicale, diretto da Benny Boom, è stato reso disponibile in concomitanza con l'uscita del brano attraverso il canale YouTube di GloRilla.

## Tracce
Download digitale, streaming
1. Wanna Be – 2:36

Download digitale, streaming – Chopped and Screwed
1. Wanna Be (Chopped and Screwed) – 2:55

Download digitale, streaming – Sped Up
1. Wanna Be (Sped Up) – 2:23

Download digitale, streaming – Slowed
1. Wanna Be (Slowed) – 2:56

Download digitale, streaming – Extended
1. Wanna Be (Extended) – 3:04

## Remix
Il 31 maggio 2024 viene pubblicata una versione remix del brano, realizzata con la partecipazione della rapper statunitense Cardi B.

### Descrizione
Nel remix le strofe delle interpreti originali restano invariate, mentre a Cardi B viene affidata la parte iniziale della canzone. Nella sua strofa è presente un apparente dissing nei confronti della rapper Bia.

### Tracce
Download digitale, streaming
1. Wanna Be Remix – 3:44

Download digitale, streaming – Chopped and Screwed Remix
1. Wanna Be (Chopped and Screwed Remix) – 4:12

Download digitale, streaming – Sped Up Remix
1. Wanna Be (Sped Up Remix) – 3:25

Download digitale, streaming – Slowed Remix
1. Wanna Be (Slowed Remix) – 4:12

Download digitale, streaming – Extended Remix
1. Wanna Be (Extended Remix) – 4:08

## Classifiche

### Classifiche settimanali
| Classifica (2024) | Posizione massima |
| ----------------- | ----------------- |
| Canada            | 80                |
| Stati Uniti       | 11                |

### Classifiche di fine anno
| Classifica (2024) | Posizione |
| ----------------- | --------- |
| Stati Uniti       | 40        |